# Ansorgia
Ansorgia là một chi bướm đêm thuộc họ Geometridae.